# Pfarrkirche St. Florian am Inn

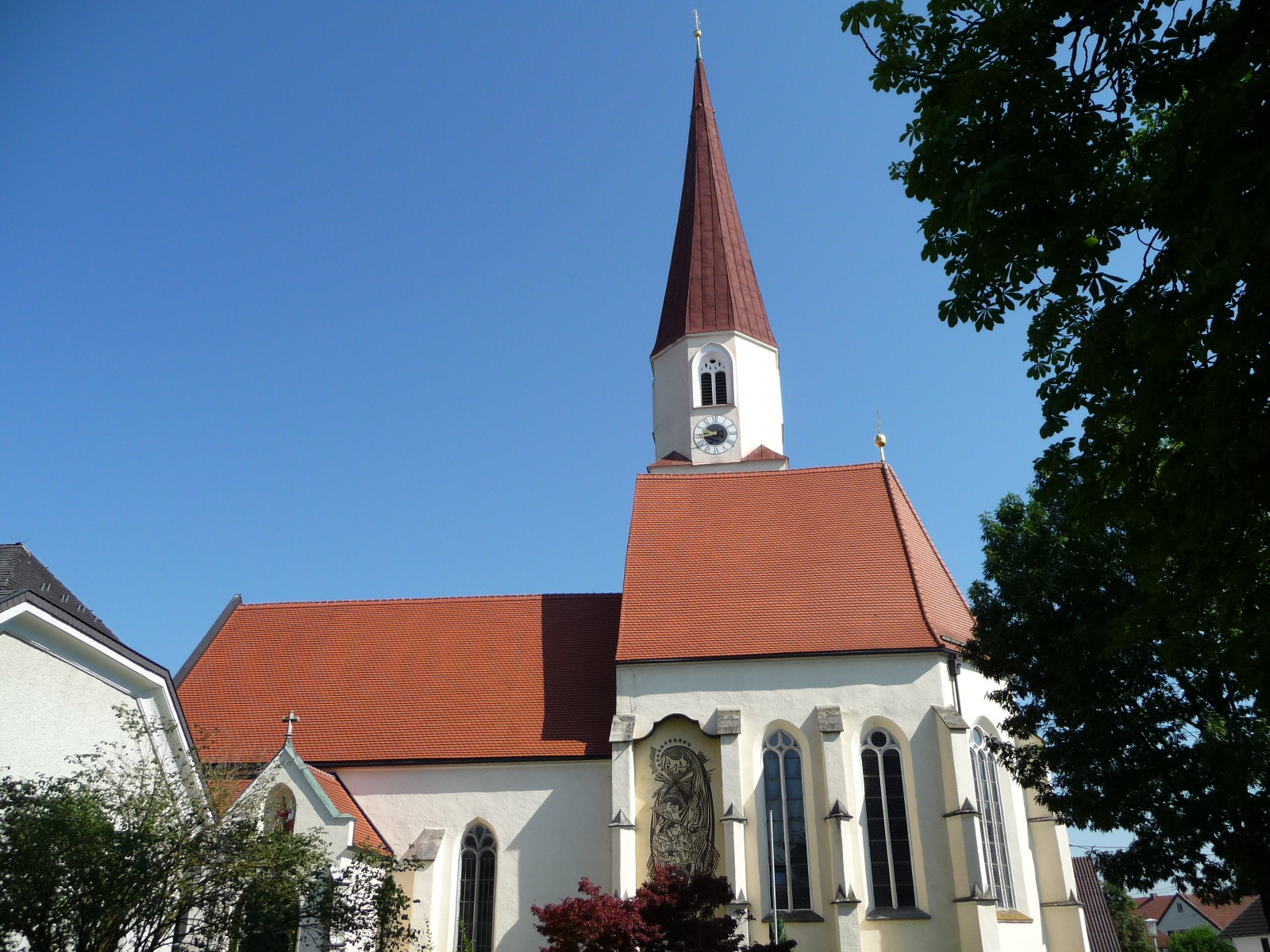
Kath. Pfarrkirche hl. Florian in St. Florian am Inn

Die römisch-katholische Pfarrkirche St. Florian am Inn mit dem Patrozinium hl. Florian steht im Ort St. Florian am Inn in der Marktgemeinde St. Florian am Inn im Bezirk Schärding in Oberösterreich. Die Kirche steht unter Denkmalschutz.

## Geschichte der Pfarre
Zur Zeit der frühen Kirchenorganisation im Mittelalter war die Pfarrkirche St. Florian der Sitz der Urpfarre St. Weihflorian. Der Sprengel der Pfarre St. Weihflorian war sehr ausgedehnt: Er lag zwischen dem Wirkungsbereich der Urpfarre St. Severin sowie dem der Urpfarre Münsteuer und umfasste das Gebiet der heutigen Pfarren Brunnenthal, Schärding, St. Florian am Inn, Suben, St. Marienkirchen und Eggerding, dazu außerdem Anteile der heutigen Pfarren Taufkirchen, Lambrechten und Rainbach.
Als eigenständige Pfarre wurde St. Weihflorian erstmals 1182 bezeichnet, als sie zusammen mit der Pfarre Tettenweis dem Passauer „Innbruckamt“ inkorporiert wurde, welches dem St. Ägidien-Spital in der Innstadt unterstand. Als es im Jahr 1380 zur Verlegung des Sitzes der Pfarre St. Weihflorian nach Schärding kam, wurde der bisherige Pfarrort St. Florian eine Filiale von Schärding.
Im Zuge der josephinischen Reformen wurde St. Florian 1785 von der Stadtpfarre Schärding abgetrennt und als landesfürstliche Patronatspfarre wieder verselbständigt.
Seit dem 1. Jänner 2023 gehört St. Florian als eine von 12 Pfarrteilgemeinden der neu geschaffenen Pfarre Schärding der Diözese Linz.

## Kirchengebäude

### Geschichte
Ein Kirchengebäude im Ort St. Florian am Inn wurde zum Ende des 12. Jahrhunderts urkundlich genannt.

### Architektur
Die gotische zweischiffige Hallenkirche hat ein dreijochiges Langhaus mit Netz-Sternrippengewölben ähnlich der Wallfahrtskirche Maria Schöndorf. Der Turm ist an der Chornordseite über quadratischem Grundriss erbaut; er zeigt spitzbogige Schallfenster im Glockengeschoß und wird von einem Spitzhelm bekrönt. Der Fronbogen ist eingeschnürt. Der dreijochige mit dem Langhaus fast gleich breite Chor mit einem Netzrippengewölbe nach der Wechselberger Figuration und einem Dreiachtelschluss ist überhöht und in der Achse etwas nach Süden verschoben. Die Strebepfeiler sind reich abgestuft. Im Westjoch ist eine spätgotische Empore mit dreifach geknickter Front eingebaut.

### Ausstattung
Der mächtige Hochaltar wurde um 1760/1770 geschaffen. Die Seitenaltäre entstanden um 1700 und zeigen beachtenswerte Altarblätter aus der Zeit um 1730/35 von Michelangelo Unterberger. Der rechte Seitenaltar der Heiligen Familie zeigt wertvolle spätgotische Figuren der Heiligen Laurentius und Stephanus vom Anfang des 16. Jahrhunderts, die barock überformt wurden. Die wohlgestaltete Kanzel aus dem dritten Viertel des 18. Jahrhunderts hat einen geschwungenen Korb mit Voluten und am Sockel sitzende Evangelistenfiguren. Auf dem Schalldeckel ist ein mehrteiliger Volutenaufsatz mit der bekrönenden Figur Gottvaters mit der Weltenkugel sowie Engel zu sehen. Zahlreiche figurale Grabsteine und Wappengrabsteine aus der 14. bis 18. Jahrhundert werden innerhalb und teils in der Portalvorhalle der Kirche aufbewahrt.

### Galerie

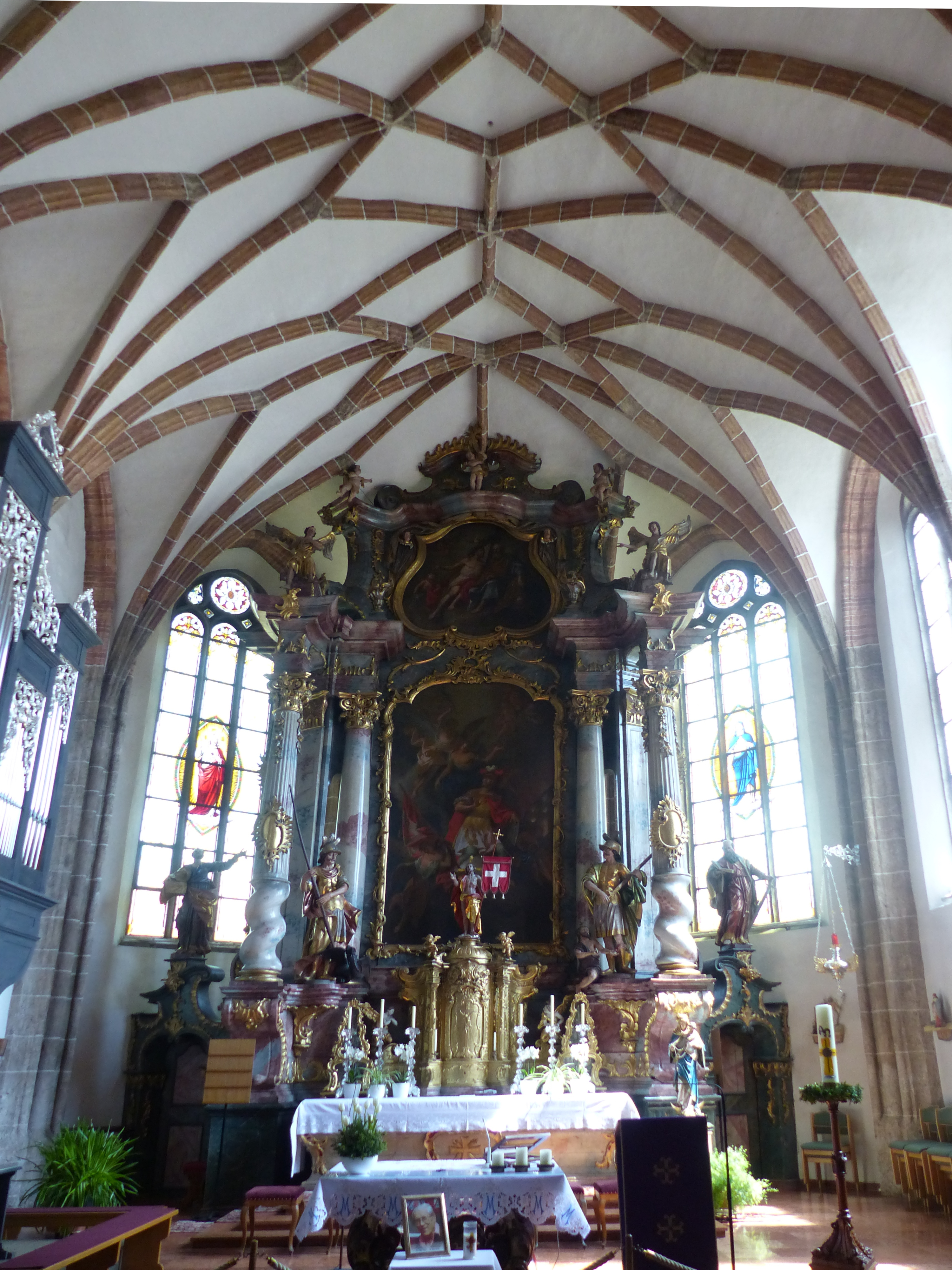
Hochaltar
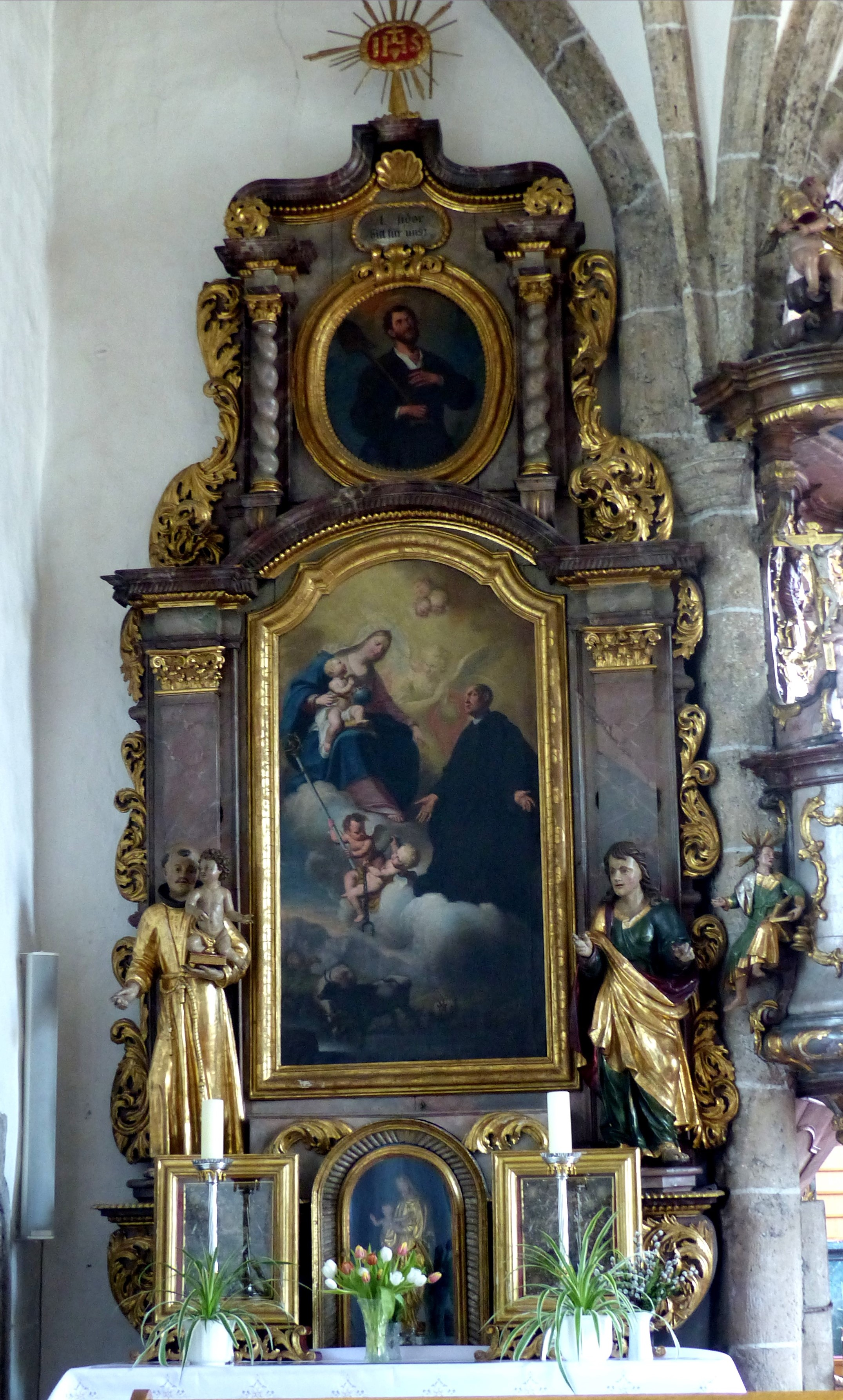
Linker Seitenaltar
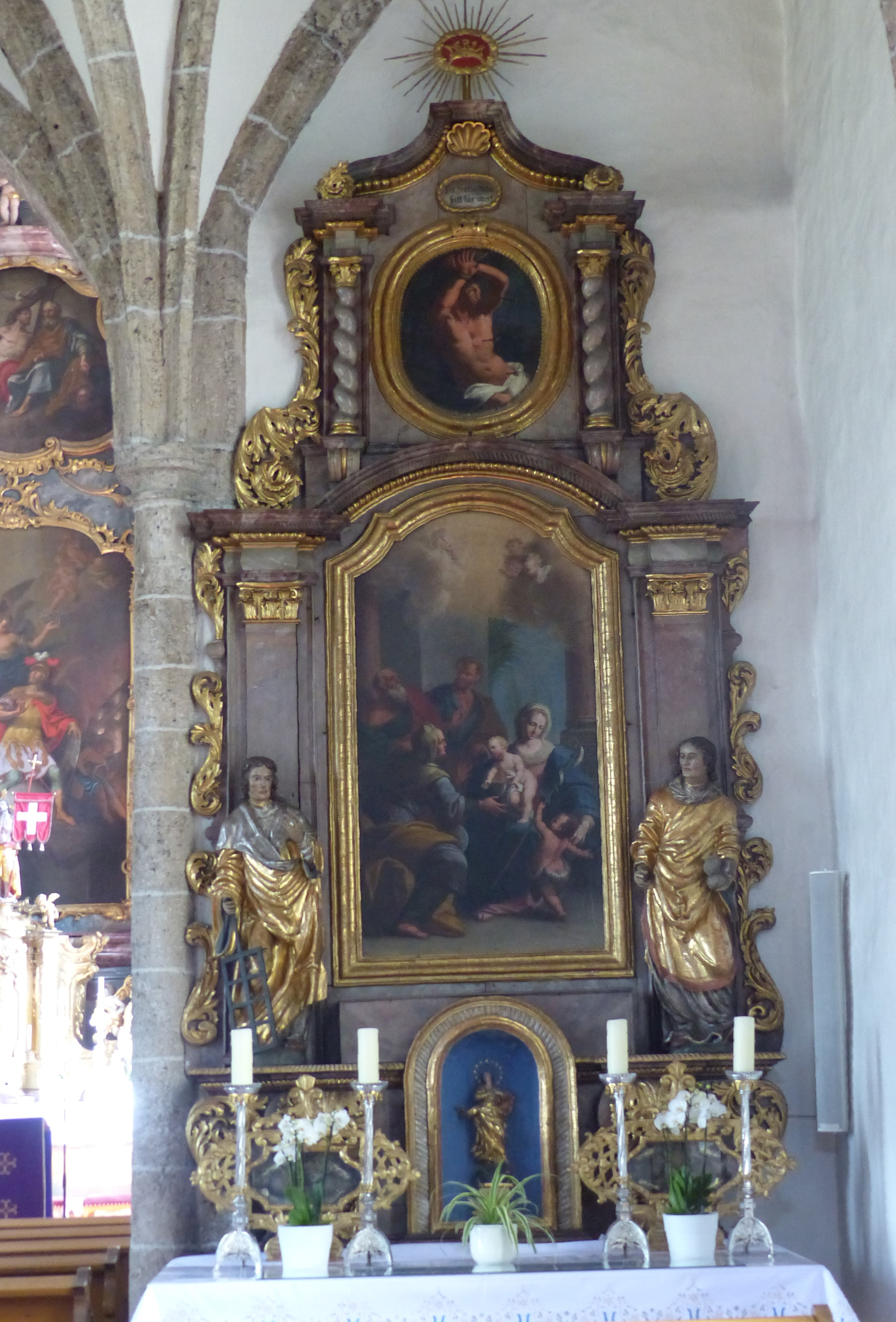
Rechter Seitenaltar
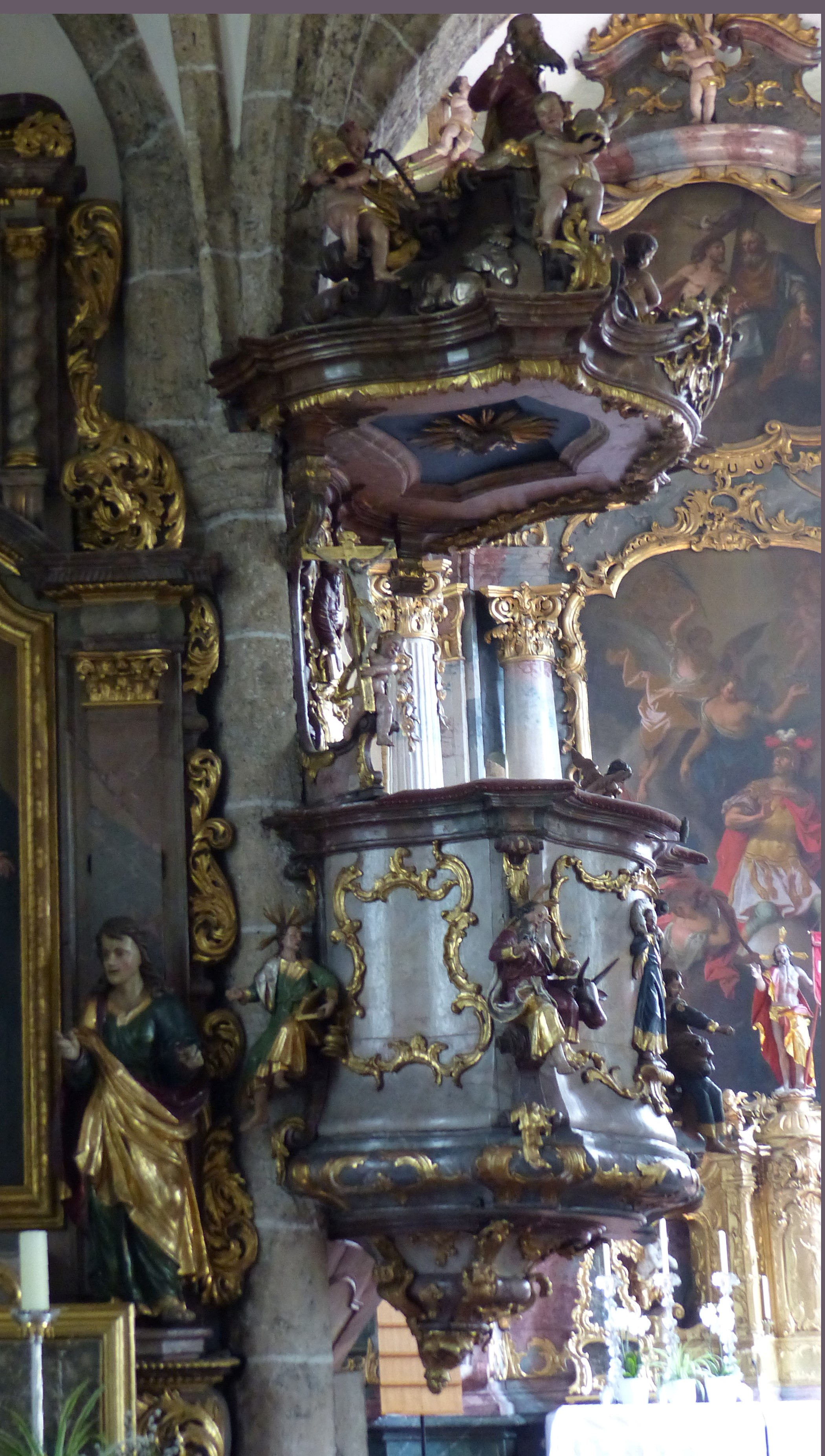
Kanzel

### Orgeln

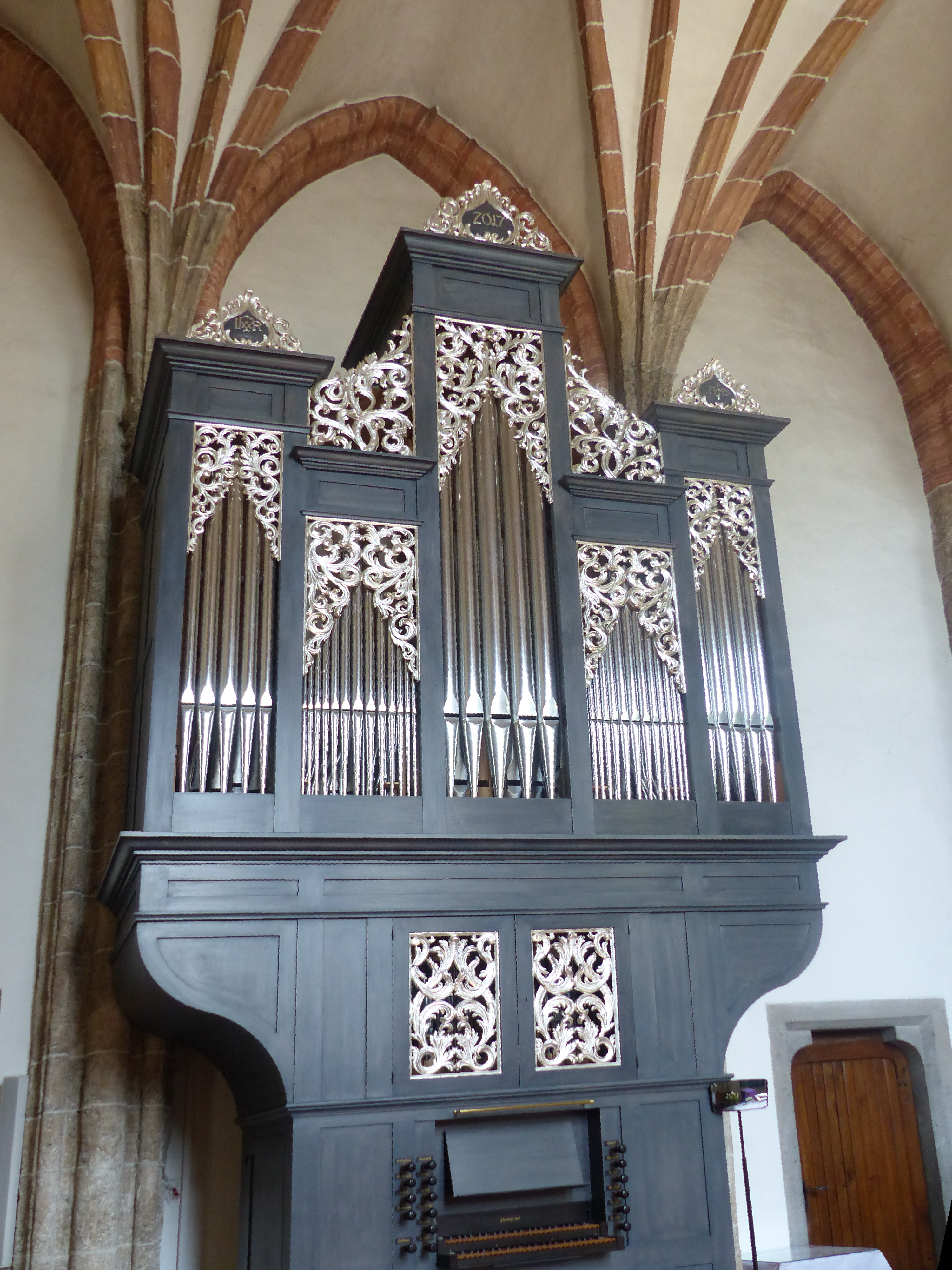
Chororgel

Neben der 2017 im Altarraum errichteten Chororgel der niederländischen Firma Flentrop mit 14 Registern auf zwei Manualen und Pedal befindet sich noch eine nicht mehr verwendete, stark renovierungsbedürftige Orgel des Linzer Orgelbauers Johann Lachmayr aus 1886 auf der Empore. Sie hat 18 Register auf zwei Manualen und Pedal. Eine Glocke wurde 1530 gegossen.